# Montiaceae
Le Montiacee (Montiaceae Raf.) sono una famiglia di piante angiosperme dell'ordine Caryophyllales, che comprende 16 generi con distribuzione cosmopolita.
Il raggruppamento, non contemplato dal Sistema Cronquist, è stato introdotto dalla Classificazione APG III e comprende generi precedentemente inclusi fra le Portulacaceae.

## Tassonomia
La famiglia comprende i seguenti generi:
- Calandrinia Kunth
- Calyptridium Nutt.
- Cistanthe Spach
- Claytonia L.
- Erocallis Rydb.
- Hectorella Hook.f.
- Lenzia Phil.
- Lewisia Pursh
- Lewisiopsis Govaerts
- Lyallia Hook.f.
- Montia L.
- Montiopsis Kuntze
- Phemeranthus Raf.
- Rumicastrum Ulbr.
- Schreiteria
- Thingia Hershk.

### Alcune specie

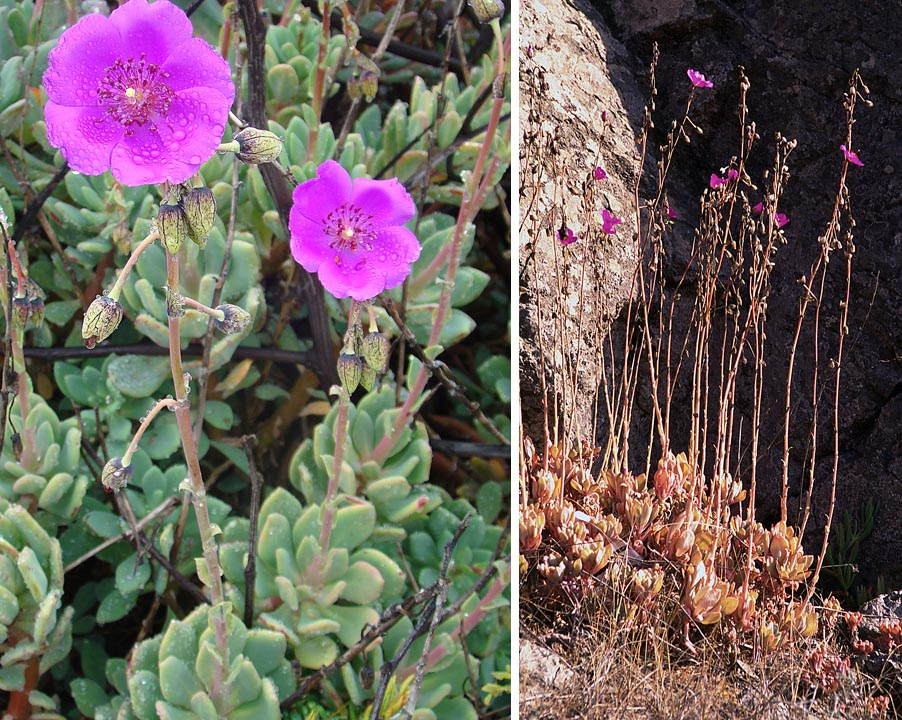
Cistanthe grandiflora
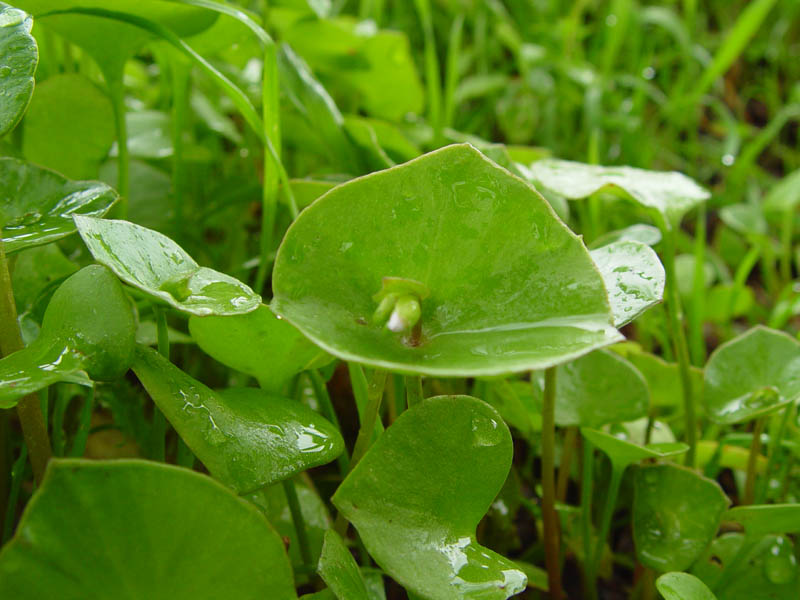
Claytonia perfoliata
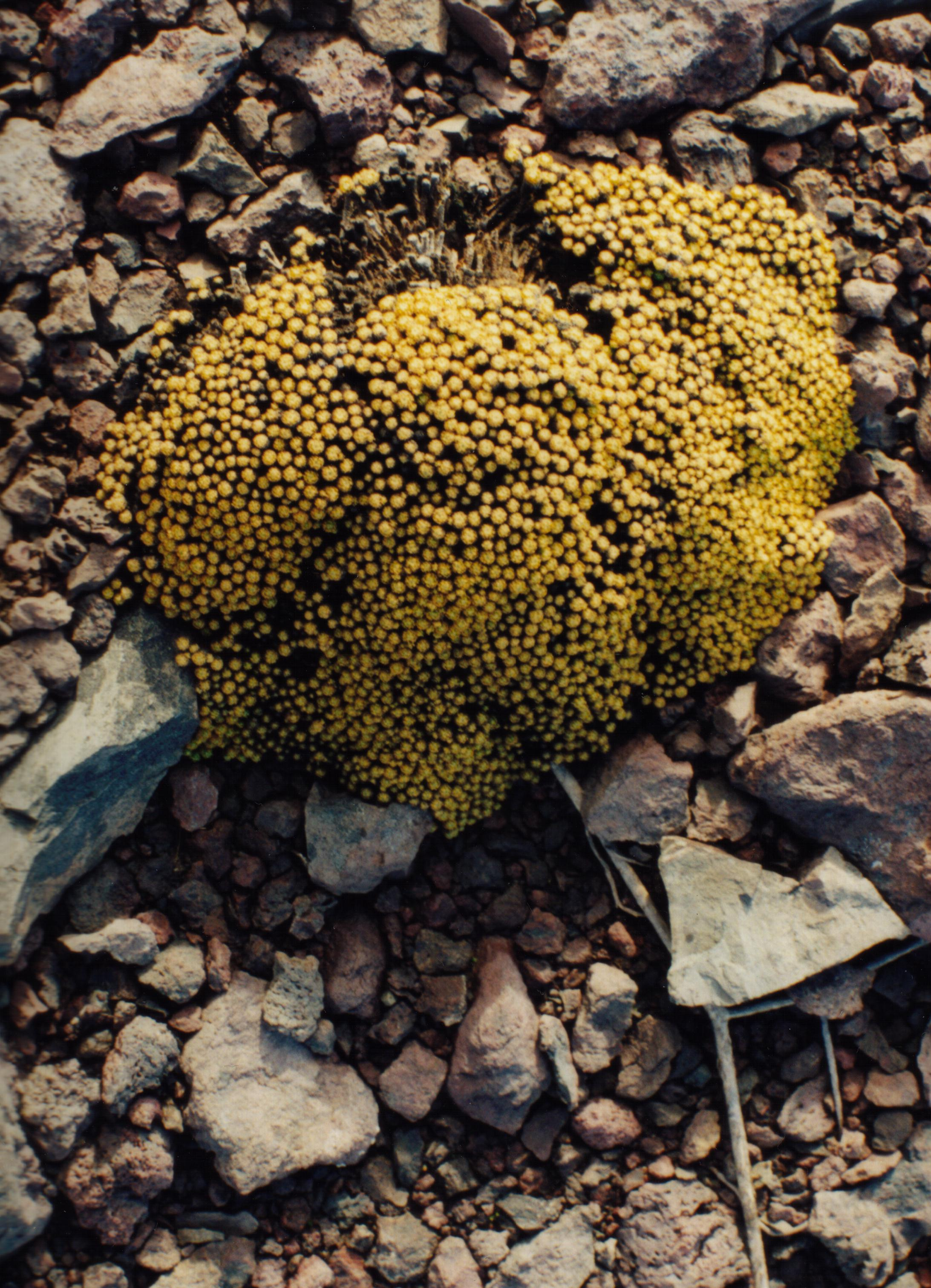
Lyallia kerguelensis
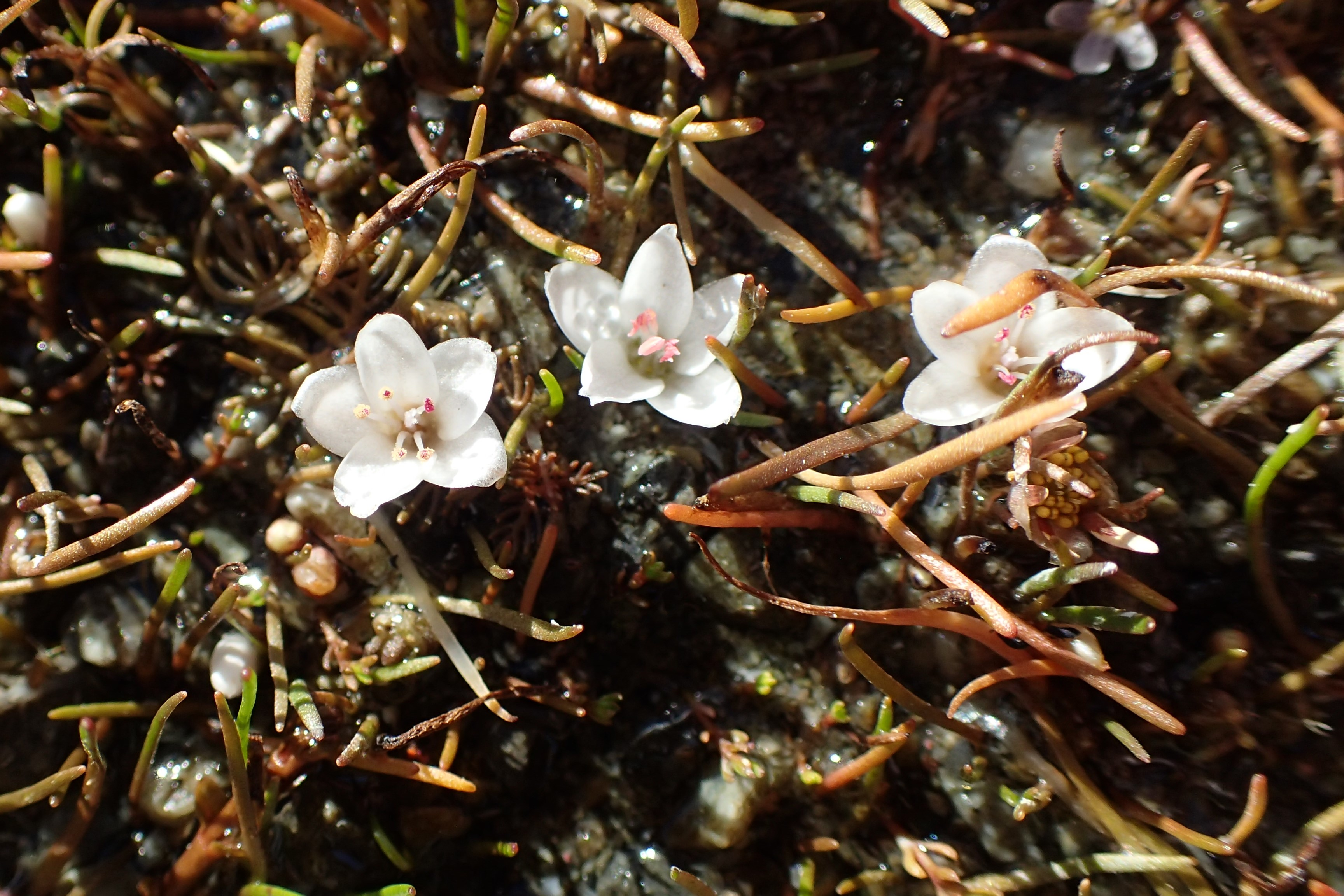
Montia angustifolia